# 國際紙業
國際紙業（英語：International Paper Company，：IP）是一家美國的大型造紙業公司。該公司擁有約65,000名員工，其總部位於田納西州曼斐斯。

## 历史
2006年，國際紙業與太陽紙業有限公司合資成立萬國紙業太陽白卡紙有限公司和山東國際紙業太陽紙板有限公司。2015年底，國際紙業稱其與大陸地區合作夥伴山東太陽紙業有限公司達成協議出售其於兩者共同出資組成企業之55%股權。

## 外部連結
- 官方网站
- - International Paper的商業數據：Google Finance
  - Yahoo! Finance
  - Reuters
  -  SEC filings